# Ślad karmiczny
Ślad karmiczny (transliteracja Wyliego: bag chags wymowa: pagczag) – w tradycji buddyjskiej rodzaj energii, pozostałość każdego działania, także werbalnego i umysłowego, które było chociażby w subtelny sposób zabarwione niechęcią lub pożądaniem. Ślady karmiczne „przechowywane są” w podstawie świadomości każdej istoty, zwanej kunszi namsze (sanskryt: alaya vijñāna), i po pewnym czasie manifestują się w postaci zdarzeń rzeczywistych lub np. snów.